# Julian Rachlin
Julian Rachlin (nacido el 8 de diciembre de 1974) es un violinista, violista y director de orquesta de origen lituano.

## Biografía
Nacido en Vilnius, emigró a Austria en 1978 con sus padres, también músicos, en 1983. Entró en el Conservatorio de Viena y estudió violín siguiendo la tradición rusa, con Boris Kuschnir y Pinchas Zukerman.  Su carrera como niño prodigio empezó con su primer concierto público en 1984, con solo diez años.
En 1988, ganó el Festival de Eurovisión de Jóvenes Músicos 1988, lo que le llevó a ser invitado a actuar en el "Berlin Festival" bajo la dirección de Lorin Maazel y a convertirse en el más joven solista de la historia en tocar con la Filarmónica de Viena, bajo dirección de Riccardo Muti.

## Carrera profesional
Rachlin ha colaborado con varios de los más destacados intérpretes de Europa y Estados Unidos, entre los que puede citarse a Vladimir Ashkenazy, Bernard Haitink, James Levine, Zubin Mehta y André Previn.  
En 2000, se unió a Mstislav Rostropovich y Yuri Bashmet, entre otros, para el estreno mundial del ‘’Sexteto’’ de Krzysztof Penderecki. Ese mismo año, Rachlin fundó su propio festival de música en Dubrovnik, "Julian Rachlin and Friends".  Desde entonces, toca frecuentemente el repertorio para concierto y cámara de viola.
En 2005, Rachlin debutó en el Carnegie Hall con la Filarmónica de Nueva York dirigida por Maazel.
En 2014, Rachlin fue nombrado Director Principal Invitado de la Royal Northern Sinfonia, una prestigiosa orquesta de cámara inglesa.
Rachlin toca el Stradivarius "ex Liebig" (en préstamo de la fundación privada Dkfm. Angelika Prokopp).
Además de su carrera como concertista de violín, Rachlin también interpreta música de cámara con artistas como Martha Argerich, Itamar Golan, Natalia Gutman, Gidon Kremer, Mischa Maisky y en el pasado también con Rostropovich.  
En 2011, tocó con la Orquesta Filarmónica de Israel en su gala del 75 aniversario. Ese mismo año declinó una invitación para participar en un concierto en la Prefectura de Miyazaki, Japón, debido a su preocupación por las consecuencias radioactivas del accidente nuclear de Fukushima, pese a que esa zona del Japón occidental se consideraba radioactivamente segura por las autoridades.

## Grabaciones
Las grabaciones de Rachlin de los conciertos para violín de Brahms, Sibelius y el Tchaikovsky así como las de la ‘’Sonata para violín y viola’’, op. 147 de Dmitri Shostakovich y del arreglo para trío de cuerda de las Variaciones Goldberg de Bach, con nobuko Imai y Mischa Maisky han sido alabadas por la crítica musical. 

## Vida privada
Fue novio de la violinista holandesa Janine Jansen.

## Reconocimientos
El año 2000 recibió el prestigioso Premio Internacional de la Accademia Musicale Chigiana de Siena, Italia.